# Millettia ichthyochtona
Millettia ichthyochtona är en ärtväxtart som beskrevs av Emmanuel Drake del Castillo. Millettia ichthyochtona ingår i släktet Millettia och familjen ärtväxter. Inga underarter finns listade i Catalogue of Life.